# ديفيد هارولد بيرد
ديفيد هارولد بيرد (بالإنجليزية: David Harold Byrd)‏ هو شخصية أعمال أمريكي، ولد في 24 أبريل 1900، وتوفي في 14 سبتمبر 1986 في دالاس في الولايات المتحدة.